# 符籙

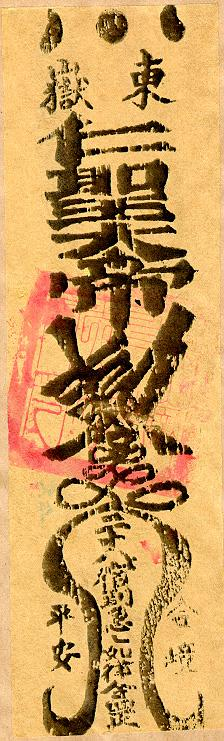
符籙

符籙是符篆和法籙的合稱，道士以符籙召神劾鬼，趨吉避凶，降妖鎮魔，治病除災。按《說文解字》：符者信也。符是書寫於紙、帛上，筆劃屈曲、似字非字、似圖非圖的符號、圖形。以符上所書之字古奧似篆，稱為符篆，也稱符咒、符令、符文、符書、符術、符圖、靈符。按《雲笈七籤》：籙者，戒録情性。籙是紀錄天神名諱和職能的秘文名冊，法籙為道士作法行符之憑信，也是所在道階之標誌，道士與天神之盟誓為受籙之憑證。
印有佛像、神像的神符稱為甲馬，《通俗編．神鬼》：「甲馬：俗于紙上畫神佛像而祭賽之，謂之甲馬。」《水滸傳》第三八回：「把兩個甲馬拴在兩隻腿上，作起神行法來，一日能行五百里。」

## 法派源流
符篆導源於巫覡。 《後漢書》載：麴圣卿“善為丹書符。”《後漢書·方術傳》記費長房向賣藥翁壺公學道，壺公“為作一符，……遂能醫療眾病。”《雲笈七籤》卷七《符字》說：“以道之精氣，布之簡墨，會物之精氣。”某些道士、煉氣士書符時運氣於符上，以之治病，可能產生一定療效。道書謂：“符無正形，以氣而靈。”
宋元時符籙三宗為茅山上清派、閣皂山靈寶派、龍虎山天師道，稱為“三山符籙”。元成宗大德八年（1304）授三十八代張天師張與材「正一教主，主領三山符籙」。

## 施法運作
符，也稱為符咒。是在道教法術的一種，用黃紙、或其他色紙，並通過一定的方法，書寫一些字畫，常被認為具有驅邪的效果。此外，古中醫的第十三科祝由科也是畫符治療疾病。

## 外部連結
- 维基共享资源上的相關多媒體資源：符籙
- 李豐楙、張智雄：〈書符與符號：正一符法的圖像及其象徵 （页面存档备份，存于）〉。
- 呂師：道教神諱秘字探析 （页面存档备份，存于）
- 萬景元：道教法籙概論 （页面存档备份，存于）
- 蕭登褔：道教符籙咒印對佛教密宗之影響
- 李承道：道教為什麼要傳度授籙
- 法術與道教的宗教體驗 （页面存档备份，存于）
- 中華民國傳統符咒法術研究學會